# Olympische Winterspiele 2014/Teilnehmer (Andorra)
| Gelbes Symbol für Goldmedaillen mit stilisierten Olympischen Ringen | Graues Symbol für Silbermedaillen mit stilisierten Olympischen Ringen | Braundes Symbol für Bronzemedaillen mit stilisierten Olympischen Ringen |
| ------------------------------------------------------------------- | --------------------------------------------------------------------- | ----------------------------------------------------------------------- |
| —                                                                   | —                                                                     | —                                                                       |

Andorra nahm an den Olympischen Winterspielen 2014 in Sotschi mit sechs Sportlern teil.

## Teilnehmer nach Sportarten

### Biathlon
| Athleten     | Wettbewerbe   | Zeit        | Fehler | Rang |
| ------------ | ------------- | ----------- | ------ | ---- |
| Frauen       |               |             |        |      |
| Laure Soulié | 7,5 km Sprint | 23:57,8 min | 2      | 66   |
| Laure Soulié | 15 km Einzel  | 50:04,2 min | 3      | 48   |

### Ski Alpin
| Athleten                 | Wettbewerb        | Zeit                     | Rang                     |
| ------------------------ | ----------------- | ------------------------ | ------------------------ |
| Männer                   |                   |                          |                          |
| Kevin Esteve Rigail      | Abfahrt           | 2:10,80 min              | 32                       |
| Marc Oliveras            | Abfahrt           | 2:12,76 min              | 40                       |
| Marc Oliveras            | Super-G           | 1:22,02 min              | 34                       |
| Marc Oliveras            | Super-Kombination | 2:58,54 min              | 32                       |
| Marc Oliveras            | Riesenslalom      | 2:53,74 min              | 38                       |
| Joan Verdú Sánchez       | Riesenslalom      | nicht beendet im 1. Lauf | nicht beendet im 1. Lauf |
| Frauen                   |                   |                          |                          |
| Mireia Gutiérrez Cabanes | Riesenslalom      | nicht beendet im 1. Lauf | nicht beendet im 1. Lauf |
| Mireia Gutiérrez Cabanes | Slalom            | nicht beendet im 1. Lauf | nicht beendet im 1. Lauf |
| Mireia Gutiérrez Cabanes | Super-Kombination | 2:42,30 min              | 18                       |

### Snowboard
| Athleten            | Wettbewerb     | Rang |
| ------------------- | -------------- | ---- |
| Männer              |                |      |
| Lluís Marin Tarroch | Snowboardcross | 25   |